# Zombie Massacre 2: Reich of the Dead
Série
Zombie Massacre
(2013)
Pour plus de détails, voir Fiche technique et Distribution.
Zombie Massacre 2: Reich of the Dead est un film d'horreur italo-allemand réalisé par Luca Boni et Marco Ristori, sorti en 2015. Produit par Uwe Boll, le film est la suite de Zombie Massacre (2013).

## Synopsis
Pendant la Seconde Guerre mondiale, un groupe de soldats américains est capturé par les nazis et envoyé dans un camp où des expériences terrifiantes sont menées par les SS. Ces expériences conduisent à la création d'une armée de morts-vivants utilisés comme armes biologiques. Les prisonniers doivent combattre à la fois les nazis et les zombies pour espérer survivre.

## Fiche technique
- Titre original : Zombie Massacre 2: Reich of the Dead
- Réalisation : Luca Boni, Marco Ristori
- Scénario : Luca Boni, Marco Ristori
- Musique : Giacomo Forte
- Photographie : Gianluca Cimino
- Montage : Luca Boni
- Producteur : Uwe Boll (producteur exécutif)
- Société de production : Extreme Video, Event Film Distribution
- Pays d'origine :  Italie,  Allemagne
- Langue originale : Anglais
- Genre : Horreur, Guerre
- Durée : 84 minutes
- Date de sortie : 
  - Canada, Italie : 7 juin 2015
  - Royaume-Uni : 8 juin 2015
  - Pays-Bas : 30 juillet 2015

## Distribution
- Andrew Harwood Mills : le soldat américain
- Dan van Husen : le commandant nazi
- Aaron Stielstra : un soldat prisonnier
- Ally McClelland : un garde nazi
- Michael Segal : un zombie expérimenté

## Production
Le film a été produit avec un budget limité et a principalement été tourné en Italie. Les réalisateurs Luca Boni et Marco Ristori avaient déjà collaboré sur le premier volet, Zombie Massacre, et ont repris le même style visuel pour cette suite. Uwe Boll, connu pour ses films de série B, a agi comme producteur exécutif.

## Accueil
Le film a reçu des critiques mitigées à négatives. Si certains spectateurs ont apprécié l'ambiance sombre et l'idée de combiner horreur et guerre, beaucoup ont critiqué les effets spéciaux, les dialogues et le manque de profondeur du scénario. Il est cependant apprécié par les amateurs de films de zombies à petit budget.